# Стеффенс, Мэгги
Мэгги Стеффенс (англ. Maggie Steffens; полное имя Маргарет Энн Стеффенс (англ. Margaret Ann Steffens); род. 4 июня 1993, Сан-Рамон, Калифорния) — американская ватерполистка, играющая на позиции нападающего. В составе женской сборной США по водному поло трёхкратная олимпийская чемпионка, трёхкратная чемпионка мира, двукратная победительница Панамериканских игр. Лучшая ватерполистка мира по версии FINA (2012, 2014, 2021) и журнала Swimming World (2012, 2017).

## Личная жизнь
Мэгги Стеффенс родилась в калифорнийском городе Сан-Рамон. Её отец Карлос Стеффенс, коренной пуэрториканец, увлёкся водным поло ещё в детстве у себя на родине. В составе сборной своей страны он принял участие в ватерпольных турнирах на трёх Панамериканских играх. После переезда в Америку выступал за команду Калифорнийского университета в Беркли, в составе которой стал трёхкратным чемпионом США. В 1979 году студенческой Конференцией Pac-10 был назван ватерполистом года.
Мэгги Стеффенс заинтересовалась водным поло под влиянием отца и своей старшей сестры Джессики, которая с 2007 по 2012 годы защищала цвета национальной сборной США и выиграла олимпийское золото в 2012 году в Лондоне вместе с Мэгги.

## Спортивная карьера
На заре своей спортивной карьеры Мэгги Стеффенс выступала за ватерпольную команду школы Монте-Виста и трижды (2007, 2008, 2009) в её составе выигрывала чемпионат и получала множество личных наград.
В 2013 году Мэгги поступила в Стэнфордский университет и до 2017 года защищала цвета его женской команды по водному поло. При этом она трижды (2014, 2015, 2017) становилась чемпионкой турнира, проводимого Национальной ассоциацией студенческого спорта, и ещё дважды (2013, 2016) — серебряным призёром, а по итогам сезонов 2015 и 2017 признавалась самым ценным игроком. В 2017 году Стеффенс окончила университет со степенью бакалавра естественных наук.
В сезоне 2017/18 (с января) играла в Венгрии за клуб УВСЭ.